# Hranice lesa

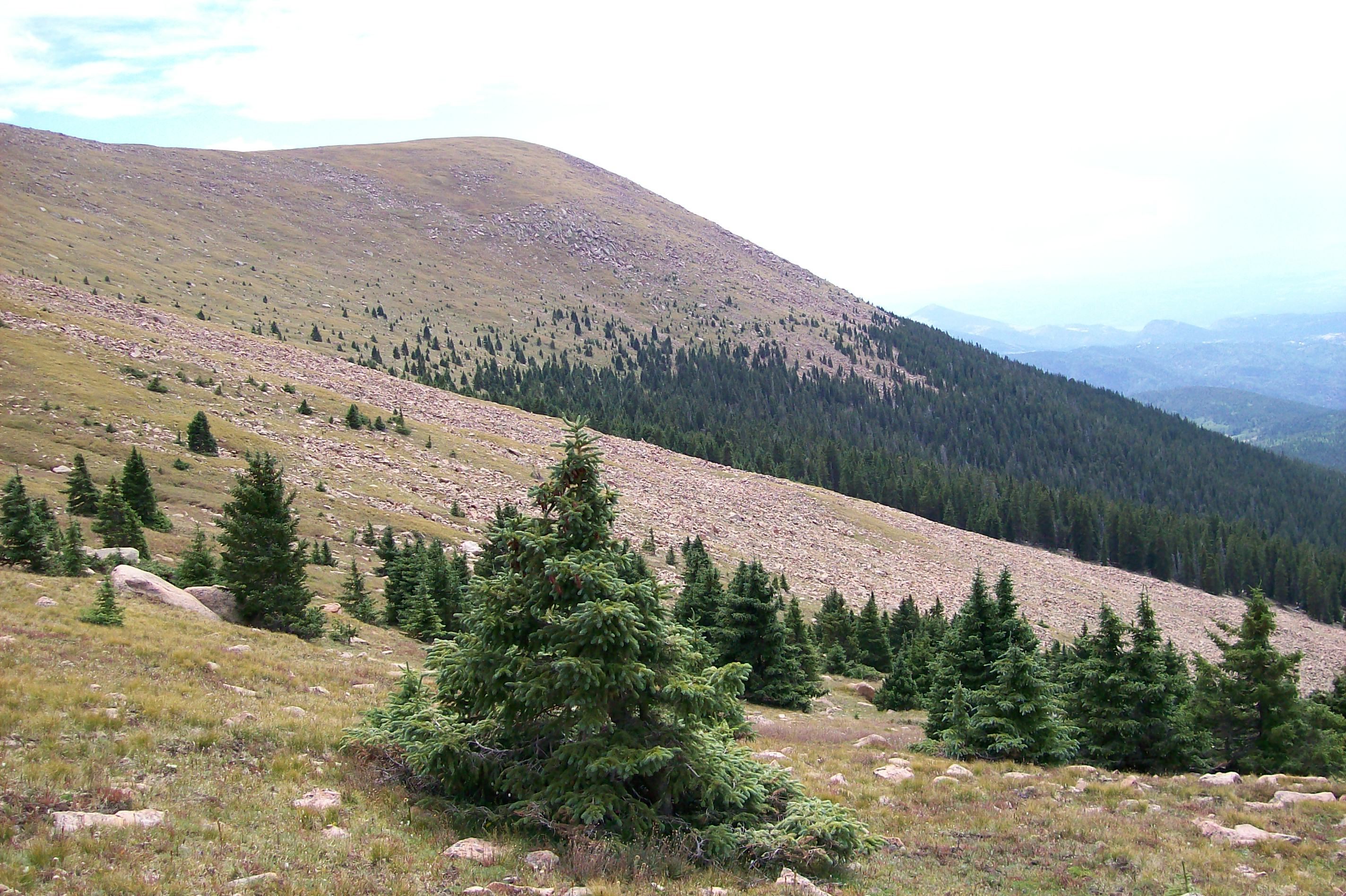
Průběh stromové hranice na hoře Pikes Peak v Coloradu, USA

Hranice lesa je ekologický předěl vymezující oblast, kde jsou ještě schopny stromy růst, respektive vytvářet souvislý lesní porost. Probíhá jednak ve vysokých zeměpisných šířkách (např. přechod mezi tundrou a tajgou), jednak ve vysokých nadmořských výškách (přechod mezi horskými lesy, kosodřevinou a alpínským bezlesím). Limitujícími faktory jsou obvykle nízké teploty, krátká vegetační doba, extrémní sněhová pokrývka, silné větry nebo související nedostatek dostupné vlhkosti. Krom toho může být ale ovlivněna také antropogenními faktory, jako je uměle snížená lesní hranice v důsledku pastvy, případně změnami reliéfu. Na této hranici je les často řídký, stromy jsou zakrnělé a deformované větrem a chladem.
S klesající zeměpisnou šířkou (tedy směrem blíže k rovníku) se nadmořská výška hranice lesa zvyšuje. Ve střední Evropě probíhá hranice lesa zhruba ve výškách 1250–1400 m n. m. a hlavní dřevinou, která ji zde tvoří, je smrk ztepilý. V Česku se nad horní hranici lesa tyčí Vysoké Sudety: Krkonoše, Králický Sněžník a Hrubý Jeseník. V Tatrách je hranice lesa posunuta až k 1600 m a je tvořena krom smrku také modřínem nebo limbou. V arktických oblastech probíhá stromová hranice zhruba souběžně s 10 °C červencovou izotermou a krom jehličnanů (modříny, smrky) ji vytváří také některé topoly nebo břízy. Na hoře Kilimandžáru je hranice lesa zhruba ve 3000 metrech nad mořem.